# ولاخوو برزی
ولاخوو برزی (به چکی: Vlachovo Březí) یک منطقهٔ مسکونی و شهرستان دارای شهرک سابقاً روستا در جمهوری چک است که در شهرستان پراخاتیتسه واقع شده‌است.
 ولاخوو برزی ۲ کیلومتر مربع مساحت و ۱٬۶۸۷ نفر جمعیت دارد.